# Централна гара София
Централната жп гара София (в миналото Гара София), наричана в София понякога само Централна гара, е основната пътническа железопътна гара в София и най-голямата железопътна гара в България.
Намира се на около 0,8 км на север от Лъвов мост,  на около 0,120 км на северозапад от бул. „Княгиня Мария Луиза“. На около 0,2 км югоизточно нея е разположена Централна автогара София.

## История
Първоначалната сграда на гарата, проектирана от архитектите Антонин Колар, Богдан Прошек и Тодор Марков, е открита на 1 август 1888 г. Старата сграда на гарата е напълно разрушена на 15 април 1974 г., а новата сграда по проект на арх. Милко Бечев е открита на 6 септември 1974 г. Декоративното оформление в главното приемно хале на стената над касовите гишета с металопластика на 200 кв. м. е дело на художника Иван Кирков.
Между януари и юли 2004 г. 2 323 844 пътници (или 11,80% от пътниците по железопътната мрежа на страната) преминават през Централната жп гара София. Средно по 10 910 пътници ползват 166 влака (84 пристигащи и 82 заминаващи) всеки ден. Железопътната гара има 30 каси и 5 електронни информационни табла.
На 3-ти април 2014 г. започва цялостен ремонт на гарата, който приключва в началото на 2016 г.

## Транспортни връзки

### Железопътни линии
- Железопътна линия 1 (Калотина-запад –  Костинброд - София – Ихтиман – Пловдив – Ябълково – Свиленград)
- Железопътна линия 2 (Варна – Търговище - Горна Оряховица – Телиш - Мездра – София)
- Железопътна линия 5 (София – Захарна фабрика - Симитли - Кулата)
- Железопътна линия 13 (София – Волуяк - Божурище - Банкя)

### Градски транспорт
Тъй като е сред най-важните транспортни възли в София, Централната жп гара се обслужва от 14 автобусни и 7 трамвайни линии на столичния градски транспорт: 
- автобусни линии:  21, 22, 60, 74, 77, 78, 82, 101, 213, 305, 404. За линии 85, 285 и 413 Централна гара е междинна спирка.
- трамвайни линии: 1, 3, 4, 6, 7, 12 и 27.

От 31 август 2012 г. Централната жп гара София се обслужва и от метростанция „Централна жп гара“ от Втория метродиаметър (линия М2) на Софийското метро.